# Derecho a soñar
Derecho a soñar es una serie de televisión española producida por Europroducciones y Televisión Española. La serie estaba ambientada en la actualidad de la época, en un bufete de abogados donde se trataban temas como las relaciones entre sus personajes. El 19 de junio de 2017 comenzó el rodaje de la serie. Finalmente RTVE estrenó la serie el 21 de enero de 2019 tras un año de retraso, y finalizó sus emisiones el 12 de julio de 2019 tras 130 episodios.

## Argumento
Julia Rojas (Alba Ribas), una joven de origen humilde y con una vida difícil, ha conseguido tras muchos esfuerzos licenciarse en Derecho y pretende ahora formar parte de un prestigioso bufete de abogados. Finalmente las cosas no saldrán como ella pretendía y será contratada de secretaria. Allí conocerá a Jorge Leiva (Jon Arias), uno de los socios del bufete junto a un buen número de compañeros. Julia entrará así en un mundo donde el amor, la amistad, la traición y la ambición formarán parte del día a día de todos sus personajes.

## Reparto

### Principal
- Alba Ribas como Julia Rojas.
- Jon Arias como Jorge Leiva.
- Mamen Duch como Sofía Santelices.
- Guiomar Puerta como Alba Córdoba / Alba Zabalburu Córdoba.
- Biel Durán como Jesús Zabalburu.
- Belén Fabra como María del Carmen Córdoba.
- Álex Adrover como Ángel Belinchón.
- Diego Domínguez como José María "Chema".
- Ariana Martínez como Berta de Beltrán.
- Juan Blanco como Rodrigo Álvarez.
- Aixa Villagrán como Olivia Sanchís.
- Violeta Rodríguez como Carolina "Carol".
- Christian Sánchez como Coach.
- Javier Morgade como Daniel.
- Lucía Fernández como Cristina Manzanas.
- Arón Piper como Luis Rojas. (Capítulo 1 - 65)
- Songa Park como Charly.
- Pedro Madrid como Alejandro "Álex" Manzanas.
- Noelia Castaño como Victoria.
- Ana Risueño como Carlota Duarte.
- Joaquín Climent como Francisco Zabalburu.
- Joaquín Notario como Felipe Leiva † . (Capítulo 1 - 6)
- Jorge Sanz como José Manzanas. (Capítulo 1 - 70)

### Secundarios
- Juan Messeguer
- Belén Ponce de León
- Lola Baldrich
- Teresa Rabal
- Rafael Reaño
- Pedro Tamames
- Lara de Miguel
- Laia Alemany
- Carolina África
- Sonia Castelo
- Ana Rujas
- José Bustos
- Mercedes del Castillo
- Antonio Mayans
- Pilar Barrera
- Ignacio Ysasi
- Rebeca Plaza
- Alberto Ester
- Edgar Moreno como Juan Pedro Carrión
- Roman Rymar como Matón que amenaza

## Audiencias
| Temporada | Episodios | Estreno             | Final               | Audiencia    | Audiencia |
| Temporada | Episodios | Estreno             | Final               | Espectadores | Cuota     |
| --------- | --------- | ------------------- | ------------------- | ------------ | --------- |
| 1.ª       | 130       | 21 de enero de 2019 | 12 de julio de 2019 | 425 000      | 4,6%      |
| Total     |           |                     |                     |              |           |

### Capítulos
| 1            | 21 de enero de 2019   | 668 000 (6,1%) |
| 2            | 21 de enero de 2019   | 647 000 (5,8%) |
| 3            | 22 de enero de 2019   | 647 000 (5,7%) |
| 4            | 22 de enero de 2019   | 685 000 (5,8%) |
| 5            | 23 de enero de 2019   | 480 000 (4,2%) |
| 6            | 23 de enero de 2019   | 498 000 (4,2%) |
| 7            | 24 de enero de 2019   | 628 000 (5,6%) |
| 8            | 24 de enero de 2019   | 642 000 (5,5%) |
| 9            | 25 de enero de 2019   | 512 000 (4,6%) |
| 10           | 28 de enero de 2019   | 543 000 (5,1%) |
| 11           | 28 de enero de 2019   | 597 000 (5,3%) |
| 12           | 29 de enero de 2019   | 571 000 (5,2%) |
| 13           | 29 de enero de 2019   | 547 000 (4,8%) |
| 14           | 30 de enero de 2019   | 617 000 (5,8%) |
| 15           | 30 de enero de 2019   | 650 000 (5,8%) |
| 16           | 31 de enero de 2019   | 506 000 (4,7%) |
| 17           | 1 de febrero de 2019  | 544 000 (4,8%) |
| 18           | 4 de febrero de 2019  | 530 000 (4,9%) |
| 19           | 5 de febrero de 2019  | 467 000 (4,7%) |
| 20           | 6 de febrero de 2019  | 452 000 (4,6%) |
| 21           | 7 de febrero de 2019  | 457 000 (4,6%) |
| 22           | 8 de febrero de 2019  | 446 000 (4,5%) |
| 23           | 11 de febrero de 2019 | 502 000 (5,0%) |
| 24           | 12 de febrero de 2019 | 409 000 (4,1%) |
| 25           | 13 de febrero de 2019 | 409 000 (4,2%) |
| 26           | 14 de febrero de 2019 | 376 000 (3,8%) |
| 27           | 15 de febrero de 2019 | 396 000 (4,1%) |
| 28           | 18 de febrero de 2019 | 391 000 (3,9%) |
| 29           | 19 de febrero de 2019 | 343 000 (3,6%) |
| 30           | 20 de febrero de 2019 | 453 000 (4,7%) |
| 31           | 21 de febrero de 2019 | 447 000 (4,7%) |
| 32           | 22 de febrero de 2019 | 355 000 (3,9%) |
| 33           | 25 de febrero de 2019 | 413 000 (4,5%) |
| 34           | 26 de febrero de 2019 | 315 000 (3,5%) |
| 35           | 28 de febrero de 2019 | 413 000 (4,4%) |
| 36           | 1 de marzo de 2019    | 424 000 (4,7%) |
| 37           | 4 de marzo de 2019    | 385 000 (3,8%) |
| 38           | 5 de marzo de 2019    | 471 000 (4,7%) |
| 39           | 6 de marzo de 2019    | 481 000 (4,7%) |
| 40           | 7 de marzo de 2019    | 370 000 (3,9%) |
| 41           | 8 de marzo de 2019    | 392 000 (4,3%) |
| 42           | 11 de marzo de 2019   | 383 000 (4,3%) |
| 43           | 12 de marzo de 2019   | 400 000 (4,3%) |
| 44           | 13 de marzo de 2019   | 394 000 (4,2%) |
| 45           | 14 de marzo de 2019   | 414 000 (4,4%) |
| 46           | 15 de marzo de 2019   | 370 000 (4,2%) |
| 47           | 18 de marzo de 2019   | 393 000 (4,1%) |
| 48           | 19 de marzo de 2019   | 457 000 (4,4%) |
| 49           | 20 de marzo de 2019   | 540 000 (5,8%) |
| 50           | 21 de marzo de 2019   | 390 000 (4,3%) |
| 51           | 22 de marzo de 2019   | 366 000 (4,1%) |
| 52           | 25 de marzo de 2019   | 419 000 (4,5%) |
| 53           | 26 de marzo de 2019   | 447 000 (5,0%) |
| 54           | 27 de marzo de 2019   | 414 000 (4,5%) |
| 55           | 28 de marzo de 2019   | 445 000 (5,0%) |
| 56           | 29 de marzo de 2019   | 440 000 (5,0%) |
| 57           | 1 de abril de 2019    | 471 000 (5,2%) |
| 58           | 2 de abril de 2019    | 395 000 (4,4%) |
| 59           | 3 de abril de 2019    | 425 000 (4,5%) |
| 60           | 4 de abril de 2019    | 434 000 (4,8%) |
| 61           | 5 de abril de 2019    | 427 000 (4,1%) |
| 62           | 8 de abril de 2019    | 499 000 (5,2%) |
| 63           | 9 de abril de 2019    | 493 000 (5,1%) |
| 64           | 10 de abril de 2019   | 463 000 (5,0%) |
| 65           | 11 de abril de 2019   | 410 000 (4,6%) |
| 66           | 12 de abril de 2019   | 381 000 (4,2%) |
| 67           | 15 de abril de 2019   | 483 000 (5,1%) |
| 68           | 16 de abril de 2019   | 349 000 (4,0%) |
| 69           | 17 de abril de 2019   | 352 000 (3,9%) |
| 70           | 18 de abril de 2019   | 388 000 (3,7%) |
| 71           | 22 de abril de 2019   | 415 000 (3,9%) |
| 72           | 23 de abril de 2019   | 433 000 (4,3%) |
| 73           | 24 de abril de 2019   | 453 000 (4,6%) |
| 74           | 25 de abril de 2019   | 347 000 (3,7%) |
| 75           | 26 de abril de 2019   | 430 000 (4,9%) |
| 76           | 29 de abril de 2019   | 400 000 (4,6%) |
| 77           | 30 de abril de 2019   | 398 000 (4,8%) |
| 78           | 2 de mayo de 2019     | 341 000 (4,0%) |
| 79           | 3 de mayo de 2019     | 419 000 (4,5%) |
| 80           | 6 de mayo de 2019     | 445 000 (5,0%) |
| 81           | 7 de mayo de 2019     | 362 000 (4,1%) |
| 82           | 8 de mayo de 2019     | 402 000 (4,5%) |
| 83           | 9 de mayo de 2019     | 373 000 (4,2%) |
| 84           | 10 de mayo de 2019    | 292 000 (3,4%) |
| 85           | 13 de mayo de 2019    | 319 000 (3,8%) |
| 86           | 14 de mayo de 2019    | 435 000 (5,0%) |
| 87           | 15 de mayo de 2019    | 322 000 (3,7%) |
| 88           | 16 de mayo de 2019    | 388 000 (4,5%) |
| 89           | 17 de mayo de 2019    | 415 000 (4,5%) |
| 90           | 20 de mayo de 2019    | 400 000 (4,5%) |
| 91           | 21 de mayo de 2019    | 395 000 (4,7%) |
| 92           | 22 de mayo de 2019    | 359 000 (4,2%) |
| 93           | 23 de mayo de 2019    | 382 000 (4,4%) |
| 94           | 24 de mayo de 2019    | 412 000 (4,3%) |
| 95           | 27 de mayo de 2019    | 365 000 (4,0%) |
| 96           | 28 de mayo de 2019    | 403 000 (4,6%) |
| 97           | 29 de mayo de 2019    | 386 000 (4,4%) |
| 98           | 30 de mayo de 2019    | 361 000 (4,3%) |
| 99           | 31 de mayo de 2019    | 356 000 (4,0%) |
| 100          | 3 de junio de 2019    | 394 000 (4,4%) |
| 101          | 4 de junio de 2019    | 368 000 (4,2%) |
| 102          | 5 de junio de 2019    | 366 000 (4,3%) |
| 103          | 6 de junio de 2019    | 375 000 (4,4%) |
| 104          | 7 de junio de 2019    | 454 000 (5,2%) |
| 105          | 10 de junio de 2019   | 433 000 (4,5%) |
| 106          | 11 de junio de 2019   | 392 000 (4,2%) |
| 107          | 12 de junio de 2019   | 442 000 (4,9%) |
| 108          | 13 de junio de 2019   | 422 000 (5,0%) |
| 109          | 14 de junio de 2019   | 325 000 (3,8%) |
| 110          | 17 de junio de 2019   | 360 000 (4,0%) |
| 111          | 18 de junio de 2019   | 436 000 (4,9%) |
| 112          | 19 de junio de 2019   | 374 000 (4,3%) |
| 113          | 20 de junio de 2019   | 357 000 (4,2%) |
| 114          | 21 de junio de 2019   | 398 000 (4,5%) |
| 115          | 24 de junio de 2019   | 422 000 (4,1%) |
| 116          | 25 de junio de 2019   | 417 000 (4,8%) |
| 117          | 26 de junio de 2019   | 370 000 (4,4%) |
| 118          | 27 de junio de 2019   | 333 000 (3,9%) |
| 119          | 28 de junio de 2019   | 361 000 (3,9%) |
| 120 (I)      | 28 de junio de 2019   | 351 000 (3,9%) |
| 120 (II)     | 1 de julio de 2019    | 328 000 (3,9%) |
| 121 (I)      | 1 de julio de 2019    | 318 000 (3,7%) |
| 121 (II) 122 | 2 de julio de 2019    | 315 000 (3,6%) |
| 123          | 3 de julio de 2019    | 454 000 (5,3%) |
| 124 (I)      | 3 de julio de 2019    | 386 000 (4,7%) |
| 124 (II)     | 4 de julio de 2019    | 429 000 (4,9%) |
| 125 (I)      | 4 de julio de 2019    | 343 000 (4,2%) |
| 125 (II)     | 5 de julio de 2019    | 521 000 (5,8%) |
| 126          | 5 de julio de 2019    | 437 000 (5,2%) |
| 127          | 8 de julio de 2019    | 335 000 (3,7%) |
| 128          | 9 de julio de 2019    | 407 000 (4,8%) |
| 129          | 10 de julio de 2019   | 368 000 (4,3%) |
| 130          | 12 de julio de 2019   | 357 000 (4,2%) |

## Audiencia media por meses
| Audiencia media por meses | Audiencia media por meses | Audiencia media por meses | Audiencia media por meses |
| Año                       | Mes                       | Audiencia                 | Audiencia                 |
| Año                       | Mes                       | Espectadores              | Cuota                     |
| ------------------------- | ------------------------- | ------------------------- | ------------------------- |
| 2023                      | ENERO                     | 554 000                   | 5,3%                      |
| 2023                      | FEBRERO                   | 431 000                   | 4,4%                      |
| 2023                      | MARZO                     | 419 000                   | 4,5%                      |
| 2023                      | ABRIL                     | 421 000                   | 4,5%                      |
| 2023                      | MAYO                      | 379 000                   | 4,3%                      |
| 2023                      | JUNIO                     | 388 000                   | 4,4%                      |
| 2023                      | JULIO                     | 386 000                   | 4,5%                      |
| 2023                      | TOTAL                     | 425 000                   | 4,6%                      |